# Josef Schneider (Politiker, 1891)
Josef Schneider (* 18. März 1891 in Schramberg; † 19. November 1971 ebenda) war ein deutscher Politiker der SPD.

## Biografie
Schneider erlernte den Beruf des Buchdruckers, später war er als Betriebsleiter in der Uhrenfabrik Gebrüder Junghans tätig. Im Rahmen der „Aktion Gewitter“ geriet er im Juli 1944 in sogenannte „Schutzhaft“. In seiner Heimatstadt Schramberg war er von 1949 bis 1962 Vorsitzender der Arbeiterwohlfahrt.

## Politik
Als Mitglied der SPD gehörte Schneider von 1931 bis 1933, von 1946 bis 1948 und von 1952 bis 1968 dem Schramberger Gemeinderat an, in dem er zeitweise den Fraktionsvorsitz innehatte. Zuletzt war er stellvertretender Bürgermeister der Stadt Schramberg.
1946/47 gehörte er der Beratenden Landesversammlung des Landes Württemberg-Hohenzollern an.

## Ehrungen
Schneider wurde 1955 das Bundesverdienstkreuz am Bande und 1966 das Bundesverdienstkreuz 1. Klasse verliehen.